# 胡撇仔
胡撇仔，為臺灣歌仔戲其中一種表演類型與風格，由「opera」的日語讀音「オペラ」音譯而來，無固定書寫方式，亦有「烏撇仔」、「黑撇仔」、「胡撇拉」、「黑碟子」、「烏碟子」、「黑盤子戲」、「胡撇仔戲」等寫法。為臺灣日治時期因「舊戲取締」政策、歌仔戲吸收商業劇場各項表演特長而發展出的表演風格，迄今仍為多數民間歌仔戲團演出的風格之一，亦逐步登上官辦活動舞台甚至室內劇場售票演出，也因受小劇場的實驗新作浪潮影響，陸續出現標榜「新胡撇仔」的作品。

## 起源
1920年代中期，歌仔戲在商業劇場中展露頭角，順應商業劇場求新求變、投觀眾所好的競爭法則，成長茁壯於此的歌仔戲具有吸收不同表演元素的靈活性，成為快速發展的新興劇種。1930年代初期，台灣唱片工業開始發展，該時期的臺語流行歌，歌詞多採七言四句、分節歌的形式結構，亦有作曲家為歌仔戲文場樂師，或歌仔戲新調創作者，彼此互相影響。這樣的成長時空背景，使「傳統」與「現代」在歌仔戲生成時，同時成為重要的滋養元素，造就歌仔戲極具包容力與混合力的劇種體質。
1937年中日戰爭爆發，戲劇被納入「總動員體制」，隨皇民化運動「禁鼓樂」、「推展皇民化劇」等政策影響，傳統戲曲因濃厚中國式色彩遭禁止，歌仔戲團面臨解散，或變成標榜演出「改良戲」、「新劇」（廣義而言，即「話劇」）的劇團，以爭取生存空間，表面上演出為皇民化姿態，改穿和服、西裝、洋裝；腳踩木屐、手持武士刀；唱日本歌曲或流行歌曲、以小喇叭或薩克斯風等西洋樂器伴奏；宣揚日本當局政策，然而其實際演出內容、台詞動作、演唱曲調，仍帶有大量歌仔戲成分，產生混和日本「時代劇」、現代新劇、歌仔戲等不同題材內容，在音樂伴奏、服飾造型、表演模式均新舊交雜的「混合式歌仔戲」，被稱之為「sufu」（人造纖維，ステープルファイバー，staple fiber的日文略稱）或「ファイバー」（fiber，混紡纖維製品，與sufu均意指不純正），為胡撇仔表演類型萌發的基礎，戰後則通稱為胡撇仔。

## 各時期發展

### 日治時期
1930年代起，日本政府開始實施劇本檢閱，對內臺戲院的演出有諸多箝制，至1937年中日戰爭爆發，臺灣總督府加強實施皇民化運動，展開「舊戲取締」，歌仔戲團為求生存，改標榜演出「改良戲」或「新劇」作為幌子（或稱皇民劇、臺灣新劇、半新劇、胡撇仔戲、蝌蚪戲、與chanbaraチャンバラ），一方面以「sufu」或「fiber」形式演出，一方面在警察管不到時，仍以演出傳統型態演出。
1941年「太平洋戰爭」爆發後，日本政府對劇團與演出的管控越發嚴厲，1942年「皇民奉公會」指導成立「臺灣演劇協會」與「臺灣興行統制株式會社」，負責審核控管劇團與演出場所，從戲劇活動上推動皇民化，直接操控臺灣戲劇，使皇民化劇成為壟斷性娛樂。

### 戰後內臺時期
1945年日本天皇宣布投降，殖民統治結束，戲曲禁令隨之解除，此時的胡撇仔已脫離對皇民化運動的不得已權變，轉向觀眾喜好和通俗趣味，因商業劇場競爭激烈，為增加可看性，除延續日治時期內臺的演出型態，歌仔戲團更深入雜揉各式中國地方戲曲劇種元素，吸收商業劇場中歌舞、魔術、雜技、戲劇、電影的特長，從中外電影與小說中擷取素材、借鑑舞臺形式，發展出以歌仔戲為基底，結合自由的劇情、詼諧的台詞、燦爛的服裝、刺激的聲光效果，並穿插流行音樂的拼貼風格。此通俗的形式，在官方主導的審美標準中被視為難登大雅之堂，使其藝術位階在官方視角下被邊緣化，「胡撇仔」由原本「オペラ」音譯而來的本意，漸漸被扭曲為「胡白撇撇」、「胡來亂撇」等負面色彩。
代表作品：《櫻花戰爭》、《水萍怪影》、《補破網》、《玫瑰賊》等

### 1960年代迄今

#### 外臺胡撇仔
1960年代初，大眾傳播媒體崛起、商業劇場生態變遷、通俗娛樂日趨多元，使內臺市場急遽萎縮，歌仔戲班逐漸將經營重心轉往戶外廟會搭台演出（稱民戲、外臺戲、外臺歌仔戲），日戲以「古冊戲」為主，夜戲多為「胡撇仔戲」，在1970年代進入鼎盛期，至今仍為多數民間歌仔戲團主要的戲路市場。
外臺胡撇仔戲延續內臺胡撇仔戲的演出風格及劇目改編，亦自時下流行娛樂中汲取靈感、新編劇目，表演更活潑生活化，與時俱進使用現代流行語彙、結合時事議題，劇情新奇多變，服裝造型誇張華麗，取用古今中外器樂與樂曲，參雜吊鋼絲與舞台聲光特效等，在形式上不斷求改變，而在情節、表演、音樂的設計概念與邏輯上，仍充滿濃厚的歌仔戲味，講究演員的戲曲基本功底。
為求在市場上出奇制勝，有些劇團開發外臺的技術與特效創新，發展出「金光戲」風格。又，隨歌舞團、綜藝秀轉進外臺廟會，為謀求生存空間，部分歌仔戲團過度綜藝化，其荒誕不經的表演被歸入胡撇仔，並在諧音的聯想下，加強了「胡撇仔」就是「黑白來」的負面形象。
1980年代，隨文化政策改變，歌仔戲確立在「文化」上的法定地位；1990年代中期後，追尋自身文化在地性與主體性的文化氛圍，使「胡撇仔」因題材、服飾造型多取自在地，漸受藝文圈關注；2000年國立傳統藝術中心舉辦第一屆外臺歌仔戲匯演，官方資源主動且有系統地進入民間戲班，這類日漸頻繁、帶入現代劇場觀念的「文化場」公演，成為歌仔戲在外臺場域，除了既有「民戲」，另一個主要的搬演模式，「胡撇仔」類型劇目亦逐步登上官辦活動舞台甚至室內劇場售票演出，使「黑白來」的形象得以轉變，回到其原意opera，為一種表演風格，而非胡鬧亂來。
代表作品：《天殘地缺》、《伍華山莊》、《柳家店》、《啞妻》、《飛賊黑鷹》等

#### 新胡撇仔
1990年代後期，小劇場的實驗新作浪潮，為胡撇仔的發展提供想像與實踐平台。1996年由經營現代劇場的「金枝演社」率先標舉「胡撇仔」演出，其後陸續出現標榜「新胡撇仔」的作品，除了戶外巡演，亦在室內劇場售票演出。
「新胡撇仔」於兼容並蓄、異質拼貼的立基上，期許乘載當代思維，其劇作內容、立足基礎及創作動機，已有別於「胡撇仔」鮮明的商業性格，往實踐藝術理想的方向前進。
代表作品：
金枝演社：《胡撇仔戲──臺灣女俠白小蘭》、《可愛冤仇人》、《羅密歐與茱麗葉》、《玉梅與天來》、《浮浪貢開花》、《浮浪貢開花Part 2》
臺灣春風歌劇團：原創劇本胡撇仔戲《Seven Days》、「新胡撇仔戲」《威尼斯雙胞案》